# Богдашкинское сельское поселение (Тетюшский район)
Богдашкинское сельское поселение — упразднённое муниципальное образование в составе в Тетюшском районе Татарстана.
Вошло в состав Урюмского сельского поселения.

## Административное деление
В состав поселения входил 1 населённый пункт — село Богдашкино.